# Pseudicius alter
Pseudicius alter är en spindelart som beskrevs av Wesolowska 1999 [2000. Pseudicius alter ingår i släktet Pseudicius och familjen hoppspindlar. Inga underarter finns listade i Catalogue of Life.